# MDV 1 Immanuel (schip, 2015)
De MDV 1 Immanuel is een kotter die is ontworpen voor onderzoek ter visserij. De lettercode staat voor Masterplan Duurzame Visserij.

## Geschiedenis
In 2009 werd door Urker visser Klaas Jelle Koffeman het plan gelanceerd om de vloot van schepen die op platvis visten radicaal te vervangen door duurzame, energiezuinige kotters. Er werd een stichting voor in het leven geroepen, die in februari 2010 een draagvlakonderzoek startte. Er kwam een stuurgroep en na nog een haalbaarheidsonderzoek zegde het Europees Visserijfonds (EVF) een forse innovatiebijdrage toe. De visserij werd in het najaar van 2013 uitgenodigd om businessplannen in te dienen. Daaruit werd het plan voor dit schip gekozen om te realiseren.

## Schip
Het schip is gebouwd voor de twinrig-(puls)visserij en heeft een lijnenplan met semie bijlboeg en langsspanten. Het heeft een shelterdek en dieselelektrische aandrijving. Het is uitgevoerd met een modulair composiet stuurhuis. Het heeft led-verlichting, als anti-aanslagmiddel is folie gebruikt. Het schip beschikt over een mechanische scholstripmachine, een sorteermachine en een discards overlevingsbak.

## Onderzoek
Het schip is gebouwd ten behoeve van:
- Onderzoek of brandstofverbruik van 6.500 liter per visweek mogelijk is
- Onderzoek of terugverdientijd van 8-10 jaar gerealiseerd kan worden
- Onderzoek naar twinrig-puls als nieuwe duurzame visserijmethode waarmee naast schol ook tong kan worden gevangen
- Onderzoek naar vergaande automatisering van de visverwerking aan boord
- Onderzoek naar emissiereductie CO2 en andere schadelijke stoffen
- Onderzoek naar verdere verduurzaming kottervloot door circulaire ontwerpen van schepen[4]

## Twinrig-puls
Er werd oorspronkelijk gekozen om één net te voorzien van 11 pulsmodules met een onderlinge afstand van 60 centimeter, die met lichtgewicht titanium-ringen aan dyneematouwen zijn geknoopt. De elektroden die de vis doen opjagen slepen bij deze constructie over de zeebodem. De pulsmodules zijn uitgerust met near field communication, waardoor de loggegevens ook met een smartphone uitgelezen kunnen worden. Na de eerste testen werd nog een tweede net op deze manier uitgerust. De afmetingen van de netten werden bepaald door het voorschrift dat de breedte van het wekveld, gemeten als horizontale afstand tussen de twee buitenste elektroden, loodrecht op de elektroderichting, niet meer mag zijn dan de breedte van het visnet met een maximum van 12 meter per pulskorvistuig.

## Prijzen
31 oktober 2016 is MDV 1 door KNVTS uitgeroepen tot 'Schip van het Jaar'.